# Jacques Accambray
Pour les articles homonymes, voir Accambray.
Jacques Accambray est un athlète français, né le 23 mai 1950 à Divion (Pas-de-Calais), de 1,94 m pour 125 kg, spécialiste du lancer du marteau, licencié au SO Bruay-en-Artois puis  à l'ES Viry-Châtillon. Il a participé à deux fois aux Jeux olympiques, en 1972 et 1976.
Il fut également joueur de football américain à l'Kent State University, aux Alouettes de Montréal, et président de la Fédération française de football américain de 1985 à 1996.

## Vie privée
Il est marié à Isabelle Accambray, ancienne lanceuse de disque. Leur fille Jennifer est également une athlète, spécialiste du lancer du javelot. Leur fils William est un handballeur notamment trois fois champion du monde et une fois champion olympique en 2012.
Le dernier enfant, Michaël, après une carrière de volleyeur, entame une carrière d'aspirant pro en rugby.

## Palmarès
- 54 sélections en équipe de France A, de 1968 à 1983 (9 en juniors)
- Recordman de France à 4 reprises, en 1973, 1975 - 2 fois -, et 1976 avec 73,46 m
- Recordman du monde junior, le 31 mai 1969 à Sochaux, avec 68,42 m (cf. revue Athlétisme L'Equipe Magazine n°14 incluant une photo du lanceur)
- Vainqueur individuel du championnat NCAA universitaire américain au marteau, en 1971 et 1973 (2e en 1972) et au marteau à poignée en 1974 avec un jet record de 21,91 m[1].
- Champion de France en 1969, 1970, 1975, 1976 et 1979
- 3e au lancer du marteau en Coupes d'Europe des Nations, en 1973
- Médaille de bronze aux Jeux méditerranéens de 1975
- 19e place aux Jeux olympiques de 1972
- 9e place aux Jeux olympiques de 1976